# Arctopsyche californica
Arctopsyche californica är en nattsländeart som beskrevs av Yong Ling 1938. Arctopsyche californica ingår i släktet Arctopsyche och familjen ryssjenattsländor. Inga underarter finns listade i Catalogue of Life.